# 邁赫迪·戈利·希達亞特
邁赫迪·戈利·希達亞特（波斯語：‎；1864年—1955年）是一位伊朗政治人物及音樂作家。

## 早年
邁赫迪·戈利·希達亞特是阿里·戈利汗的兒子，祖父禮薩-戈利汗·希達亞特（Reza-Qoli Khan Hedayat）是卡扎爾王朝時期著名的歷史學家及伊朗第一所理工學校的主管，因此邁赫迪·戈利·希達亞特可以接受到全面的傳統教育，特別是在西方科學方面。他在1878年被派到德國探訪一所學校，稍後便在私塾學習。他在1879年回國，在德國旅居的經歷令他學得一口流利的德語，形成了他在將來就西方對伊朗文化的影響有所認識。

## 卡扎爾王朝
他在1885年擔任精英學校的教師，並在1893年獲沙阿納賽爾丁任命為特別宮廷大臣。在父親逝世後，他獲穆扎法爾丁沙阿頒予「莫赫貝蘇坦納」的頭銜。穆扎法爾丁沙阿在1901年到訪歐洲，他亦作為德語翻譯隨行。
他在翌年返回伊朗後擔任內廷的德語翻譯，對於沙阿穆扎法爾丁在1906年立憲發揮了一定的影響。他在1908年及1909年期間兩度出任阿塞拜疆總督，由於沙俄政府向德黑蘭政府施壓，他決定在1911年8月請辭。他在1912年出任法爾斯總督，英國卻強烈主張以他人代替他，德黑蘭政府於是在1915年9月13日將他召回。
此後，他亦在多個短命內閣裡擔當過司法部部長、內政部部長、財政部部長及公共建設部部長。

## 禮薩汗時期
邁赫迪·戈利·希達亞特在1927年擔任總理，當時的國家元首是禮薩汗，至1933年9月被罷免。他在1955年9月13日逝世，享年91歲。

## 註腳
1. ↑  Clark 2006，第27頁
2. 1 2  Ghani & Ghanī 2001，第84頁